# Monika Piątkowska (dziennikarka)
Monika Piątkowska – polska dziennikarka i pisarka.

## Życiorys
Studiowała dziennikarstwo i politologię na Uniwersytecie Jagiellońskim. Pracowała w dziale reportażu „Gazety Wyborczej”. Współpracuje z magazynem „Pani”. Wspólnie z mężem pisała felietony obyczajowe dla „Gazety Telewizyjnej” (dodatku do „Gazety Wyborczej”), których wybór ukazał się nakładem wydawnictwa W.A.B. (Talki w wielkim mieście, Talki z resztą). W 2006 ukazała się jej debiutancka powieść Krakowska żałoba, a w 2009 zbiór opowiadań Nikczemne historie.
W latach 2021–2022 wraz ze swoim mężem prowadziła na antenie Halo.Radia, program o tematyce lifestylowej.

## Życie prywatne
Jest byłą żoną Leszka Talki.

## Publikacje
- Talki w wielkim mieście, 2002.
- Talki z resztą, 2005.
- Krakowska żałoba, 2006.
- Nikczemne historie, 2009.
- Życie przestępcze w przedwojennej Polsce, Warszawa, Wydawnictwo Naukowe PWN, 2012.
- Prus: Śledztwo biograficzne, Kraków, Wydawnictwo Znak, 2017.